# Heterachthes castaneus
Heterachthes castaneus là một loài bọ cánh cứng trong họ Cerambycidae.